# Nymindegab Museum
Nymindegab Museum er et lokalhistorisk museum, beliggende i Nymindegab i Varde Kommune. Det drives sammen med det lille museum Nymindegab Redningsstation, og begge hører under Vardemuseerne.
Museet har en arkæologisk samling med fund af tekstilrester og gravgaver fra grave ved Lønne. Fra Vikingetiden findes bl.a. stolper fra en bro ved Nybro fra år 761. Fra nyere tid er der udstilling om søfart, fiskeri, stranding og redning og fra den allernyeste tid om turismen ved Vestkysten. 
Museet omfatter desuden tømrer Larsens hus, en bolig fra 1930'erne. Museet har genopført den mølle, der drev tømrerens sav. Siden 2009 har museets frivillige bygget kopier af tømrer Larsens pramme, de såkaldte gaf-pramme, der har været brugt på Ringkøbing Fjord og er opkaldt efter Nymindegabs vestjyske navn æ gaf. Museets gaf-pramme er fortøjet ved den lille Vesterhavn med de små sorte fiskerhytter ved Nyminde Strøm.
Ved tømrer Larsens hus kan man se en rekonstruktion af en nedgravet køkkenhave. Tidligere gravede man et stort hul til køkkenhave, som så blev delvist fyldt op med muldjord. Således opnåede man, at afgrøden stod i læ, og muldjorden ikke blæste væk.
Endelig omfatter museet Hvalhuset med skelettet af en næsten 12 meter lang og 25 tons tung han-kaskelothval, der strandede ved Nymindegab i 1990. I huset kan man læse om kaskelotvalens liv på plancher. 
Museet betegner sig ikke som kunstmuseum, men illustrerer også historien med ca. 200 malerier af lokale kunstnere og kunstnere med tilknytning til egnen, bl.a. Johannes Larsen, Carl Trier Aagaard, Laurits Tuxen og Christen Lyngbo.

## Galleri
- Lønnepigens grav
- Savmølle på taget af tømrerværkstedet
- Fiskerhytter ved Vesterhavn
- Hvalhuset med strandet kaskelothval
- Interiør efter ombygning i 2020